# Homalopoma boffii
Homalopoma boffii is een slakkensoort uit de familie van de Colloniidae. De wetenschappelijke naam van de soort is voor het eerst geldig gepubliceerd in 1975 door Marini.